# Il Tramontana
Il Tramontana è un film italiano del 1965 diretto da Adriano Barbano.
Tratto dal racconto Tramontana di Rina Durante e sceneggiato dallo stesso Barbano, si avvale delle musiche di Piero Umiliani.

## Trama
Flavio ha sedici anni, fa parte di una famiglia povera e per la sua vivacità porta il soprannome de il Tramontana. I genitori emigrano in Svizzera, ma non possono portarlo con sé e affidano il ragazzo ai monaci. Padre Biagio invoglia Flavio alla vita conventuale. Ma la lontananza dalla famiglia provoca una crisi. Il ragazzo di nascosto abbandona il convento e ritorna in paese alla sua casa, ma la trova vuota e chiusa, quindi ritorna sui suoi passi.

## Produzione
Il film è stato girato in provincia di Lecce, in Salento a Melendugno, paese natale di Rina Durante e della maggior parte degli attori, Castri di Lecce, Cavallino, Maglie e Oria (la scena della "Santa Toeletta" è stata girata nell'Oratorio dell'Arciconfraternita della Morte e nella sottostante cripta oritana delle mummie) ed è l'unico lungometraggio di Adriano Barbano, che ha realizzato invece numerosi corti. È anche il primo film per Brizio Montinaro.

## Critica
Presentato alla Mostra Internazionale del nuovo Cinema di Pesaro del 1965, il film è antesignano di "un cinema che soltanto molto tempo dopo si sarebbe imposto come esempio di una cinematografia pugliese".